# Batár-patak
A Batár-patak a Tisza bal oldali mellékfolyója Ukrajnában. A trianoni békeszerződés óta határfolyó, jelenleg  Magyarország és Ukrajna között.
A csernaújfalui hegyekből ered, Magosliget és Uszka között halad el, és Tiszaújlaknál torkollik a Tiszába.
Az 1947-48. évi árvízkor a víz átbukott a töltésen és gátszakadás is bekövetkezett, ezért 1949-ben a bal parton 7 kilométeren megmagasították a töltést. 1971-75 között a töltést tovább fejlesztették. 2001-ben a vízállás 5 méterrel uszkai főutca szintje felett volt, de a gát bírta a terhelést.